# Maurice Balfourier
Maurice Balfourier (Parigi, 27 aprile 1852 – Parigi, 24 giugno 1933) è stato un generale francese, che durante la prima guerra mondiale fu comandante della XX Corpo d'armata (Corps de fer) nel corso della battaglia di Verdun, e successivamente del XXXVI Corpo d'armata. Tra il 1918 e il 1933 fu presidente della Association Valentin Haüy au service des aveugles et des malvoyants.

## Biografia

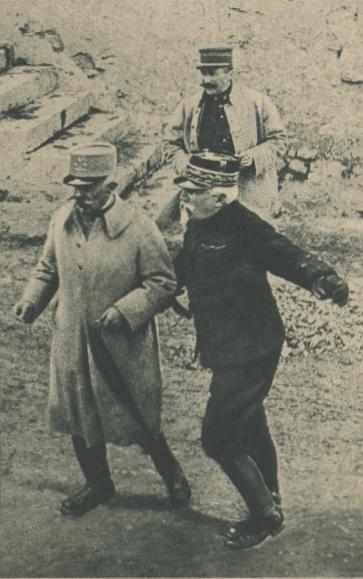
I generali Robert Georges Nivelle e Maurice Balfourier in una foto dell'agosto 1916.

Nacque a Parigi il 27 aprile 1852, figlio di Adolphe, di professione pittore, e di Maria Mandon-Moulineuf. Ammesso a frequentare l'École spéciale militaire de Saint-Cyr nel 1870, 55e Promotion detta de la Revanche nel uscì il 27 gennaio 1871 con il grado di sottotenente, partecipando alla fasi finali della guerra franco-prussiana in forza al 51º Reggimento fanteria. Dopo la fine delle ostilità, il 1 settembre rientrò a Saint-Cyr per terminare gli studi, uscendone nuovamente il 18 ottobre 1872, venendo assegnato al 125º Reggimento fanteria. Il 3 dicembre 1876 fu promosso tenente, e il 1 dicembre 1878 fu ammesso a frequentare i corsi dell'École supérieure de guerre. Capitano in forza al 66º Reggimento fanteria il 20 dicembre 1882, fu assegnato alla Stato maggiore della 36ª Divisione di fanteria il 21 dicembre dell'anno successivo, passando a quello dell'11ª Divisione di fanteria il 20 febbraio 1885.
Promosso maggiore il 9 luglio 1893, in quello stesso giorno assunse il comando di un battaglione del 131º Reggimento fanteria, rimanendovi fino al 9 dicembre 1896 quando fu trasferito allo Stato maggiore dell'esercito (4e bureau). Tenente colonnello il 3 aprile 1899, in quello stesso anno prestò servizio in tre diversi reggimenti di fanteria, il 69°, il 19° (25 aprile-28 giugno) e 120° (28 giugno-30 dicembre 1903). Promosso colonnello il 30 dicembre 1903, riprese servizio allo Stato maggiore dell'esercito, ma il 30 marzo 1904 fu nominato comandante del 130º Reggimento fanteria. Il 25 aprile 1906 divenne Capo di stato maggiore della piazzaforte di Parigi, venendo promosso generale di brigata il 19 giugno 1908. il 15 luglio successivo assunse il comando della 21ª Brigata di fanteria e della sub-divisione della regione di Nancy. Il 21 ottobre 1911 fu nominato comandante superiore della difesa delle piazzaforti del settore di Toul, di cui divenne anche governatore militare, e comandante delle sub-divisioni di Toul, Troyes e Neufchâteau. Il 31 gennaio 1912 fu nominato comandante della 9ª Divisione di fanteria e delle sub-divisioni delle regioni di Auxerre, Montargis, Blois e di Orléans, e il 26 giugno dello stesso anno fu promosso generale di divisione. Il 1 novembre 1913 assunse il comando della 11ª Divisione di fanteria e della sub-divisione della regione di Nancy.
Con lo scoppio della prima guerra mondiale, il 29 luglio 1914 divenne comandante del XX Corpo d'armata (denominato Corps de fer) distinguendosi davanti a Nancy e nel corso della battaglia di Verdun. Il 17 settembre 1916 assunse il comando del XXXVI Corpo d'armata, mantenendolo fino al 4 marzo 1917 quando fu messo in disponibilità, andando in posizione di riserva il 12 aprile successivo. Insignito di numerose decorazioni, tra il 1918 e il 1933 fu presidente della Association Valentin Haüy au service des aveugles et des malvoyants. 
Nel 1927 fu creata, su sua iniziativa in quanto era allora presidente della Saint-Cyrienne, l'Association des amis de Saint-Cyr et Coëtquidan. Decorato con la Gran Croce della Legion d'onore nel luglio 1931, si spense a Parigi il 24 giugno 1933, e in suo onore la città gli intitolò un viale nel XVI arrondissement, l'avenue du Général-Balfourier.

## Onorificenze

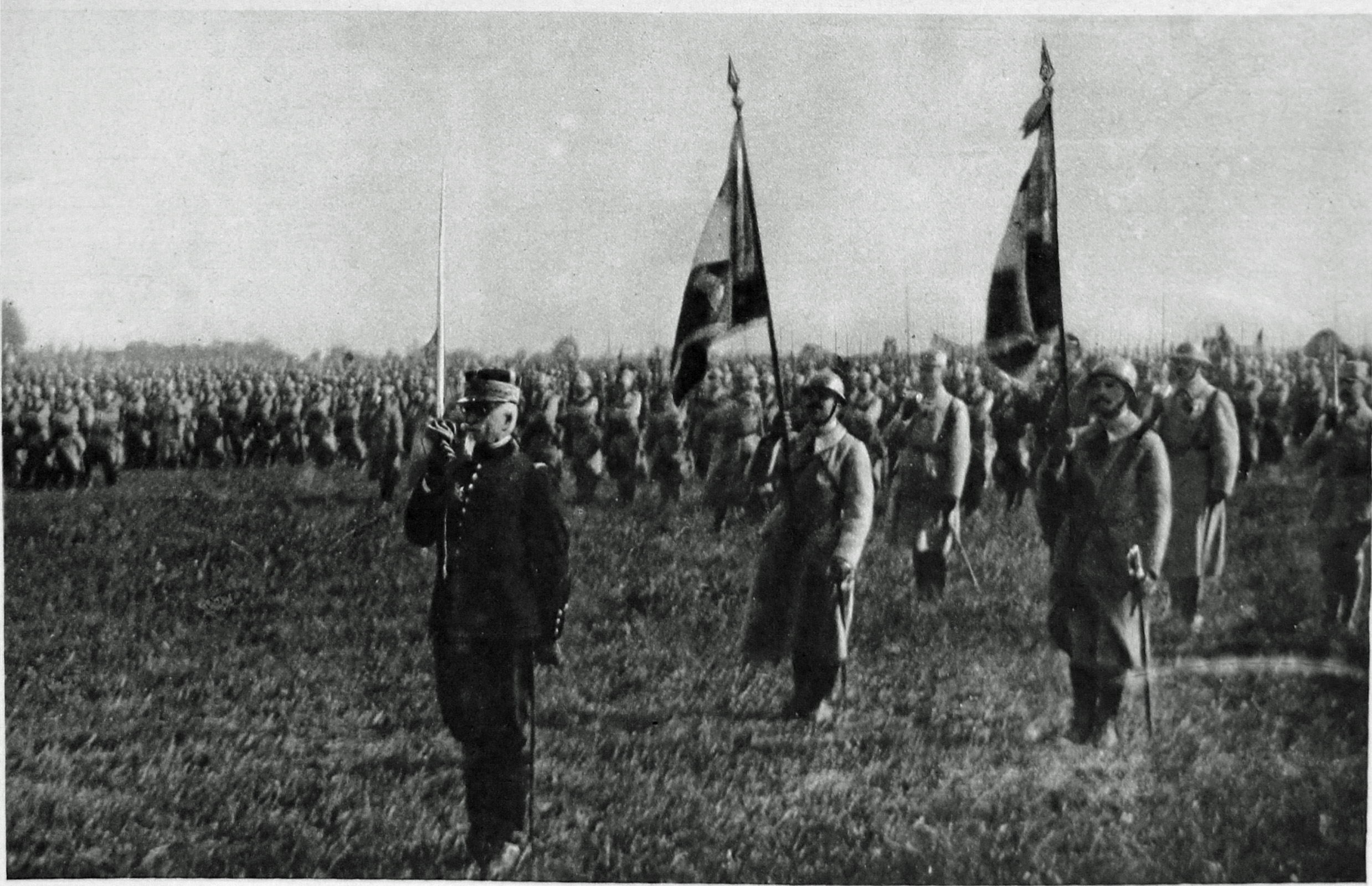
Il generale Balfourier alla testa del XX Corpo d'armata.

### Annotazioni
1. ↑  Adolphe Balfourier nacque nel 1816 e morì nel 1898. La moglie Maria Mandon-Moulineuf nacque nel 1829 e si spense nel 1856.

### Fonti
1. 1 2 3 4 5 6 7 8 9 10  Associations.
2. ↑  http://www.culture.gouv.fr/Wave/savimage/leonore/LH008/PG/FRDAFAN83_OL0098005v030.htm
3. ↑  http://www.saint-cyr.org/fichiers/promotions-eteintes/1870-1872-55e-promotion-de-la-revanche.pdf
4. ↑  Ousby 2003, p. 80.
5. ↑  Liste des présidents et secrétaires généraux sito dell'Association Valentin Haüy
6. ↑  http://www.culture.gouv.fr/Wave/savimage/leonore/LH008/PG/FRDAFAN83_OL0098005v001.htm
7. ↑  http://www.culture.gouv.fr/Wave/savimage/leonore/LH008/PG/FRDAFAN83_OL0098005v009.htm

### Periodici
- Giuliano Da Frè, Carne e cannoni: Verdun, 1916, in Rivista Italiana Difesa, Chiavari, Giornalistica Riviera Soc. Coop., settembre 2018.